# Олноа су Лаон
Олноа су Лаон (фр. Aulnois-sous-Laon) насеље је и општина у североисточној Француској у региону Пикардија, у департману Ен (Пикардија) која припада префектури Лаон.
По подацима из 2011. године у општини је живело 1336 становника, а густина насељености је износила 133,47 становника/km². Општина се простире на површини од 10,01 km². Налази се на средњој надморској висини од 72 метара (максималној 115 m, а минималној 66 m).

## Демографија
| 1962. | 1968. | 1975. | 1982. | 1990. | 1999. | 2011. |
| ----- | ----- | ----- | ----- | ----- | ----- | ----- |
| 882   | 913   | 900   | 1.090 | 1.146 | 1.218 | 1.336 |

График промене броја становника у току последњих година